# Frithjof Schmidt

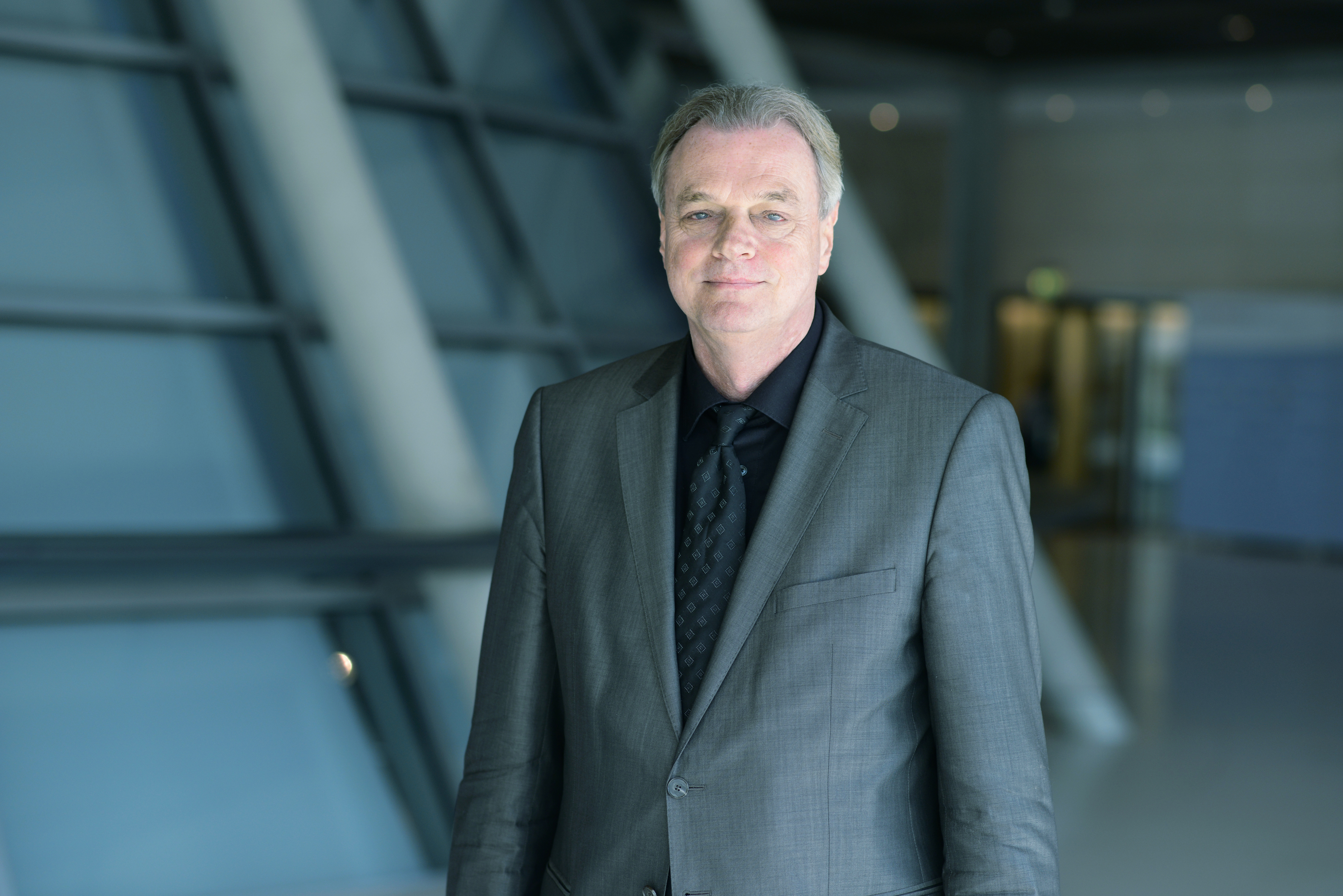
Frithjof Schmidt, 2015

Frithjof Schmidt (* 17. April 1953 in Bad Harzburg) ist ein deutscher Politiker (Bündnis 90/Die Grünen) und Sozialwissenschaftler. Er war von 2009 bis 2021 Mitglied des Deutschen Bundestages. Er war von 2004 bis 2009 Europaabgeordneter in der Fraktion Die Grünen/Europäische Freie Allianz.

## Beruf und Leben
Schmidt ist promovierter Sozialwissenschaftler mit Auslandsaufenthalten an Universitäten in Italien, Frankreich und den USA. Seit Ende der sechziger Jahre ist er in der Nord-Süd-Solidarität aktiv, 1984 bis 1988 war er Redakteur der Zeitschrift Südostasien-Informationen. Seit 1991 ist er Vorstandsmitglied der Südostasien Informationsstelle in Essen, seit 1989 Mitherausgeber der Zeitschrift Weltwirtschaft, Ökologie und Entwicklung. Von Anfang Juli 2006 bis Dezember 2011 war er Mitherausgeber der Wochenzeitung der Freitag.

## Politik
Seit 1988 ist Schmidt Mitglied von Bündnis 90/Die Grünen. Von 1989 bis Mitte 1992 war er Geschäftsführer der Europagruppe der Grünen im Europäischen Parlament, Mitte 1992 bis Ende 1994 Referent für Internationale Politik des Bundesvorstandes von Bündnis 90/Die Grünen, 1994 bis 1996 Sprecher der Bundesarbeitsgemeinschaft Friedens- und Internationale Politik, 1996 bis 1998 Mitglied des Bundesvorstandes der Grünen, 2000 bis 2002 Mitglied der Grundsatzprogramm-Kommission. Von 2000 bis 2006 war er, neben Britta Haßelmann, Sprecher der NRW-Grünen, dem mit über 10.000 Mitgliedern größten Landesverband der Grünen in Deutschland. Seit 2004 ist er Mitglied der Grundsatzkommission beim Bundesvorstand der Grünen. Er gehört dem linken Flügel der Partei an und ist Mitglied im Koordinierungsteam von „Grün.links.denken“.
Von 2000 bis 2004 war Schmidt Vorstandsmitglied der Europäischen Grünen Partei.

### Europaparlament
Bei der Europawahl 2004 wurde er in das Europäische Parlament gewählt. Dort war er stellvertretender Vorsitzender des Entwicklungsausschusses, stellvertretendes Mitglied im Ausschuss für internationalen Handel, außerdem Delegierter für die Beziehungen zu den Ländern Südostasiens und der Vereinigung südostasiatischer Nationen (ASEAN) sowie in der Paritätischen Parlamentarischen Versammlung EU-AKP.

### Deutscher Bundestag
Bei der Bundestagswahl 2009 kandidierte er im Bundestagswahlkreis Bochum I und zog über Platz 4 der Landesliste Nordrhein-Westfalen in den Bundestag ein; bei der Bundestagswahl 2013 wurde er wiedergewählt. Er war ab 2009 Mitglied im Auswärtigen Ausschuss und stellvertretendes Mitglied im Verteidigungsausschuss sowie einer der stellvertretenden Fraktionsvorsitzenden der Grünen. 
Bei der Bundestagswahl 2017 kandidierte Schmidt erneut im Bundestagswahlkreis Bochum I und zog über Platz 6 der Landesliste Nordrhein-Westfalen wieder in den Deutschen Bundestag ein. Im 19. Deutschen Bundestag war Schmidt stellvertretender Vorsitzender und Obmann des Unterausschusses Vereinte Nationen, Internationale Organisationen und Globalisierung. Zudem gehörte er als ordentliches Mitglied dem Auswärtigen Ausschuss an und als stellvertretendes Mitglied dem Ausschuss für die Angelegenheiten der Europäischen Union. Bei der Bundestagswahl 2021 trat Schmidt nicht mehr an.